# 변성암

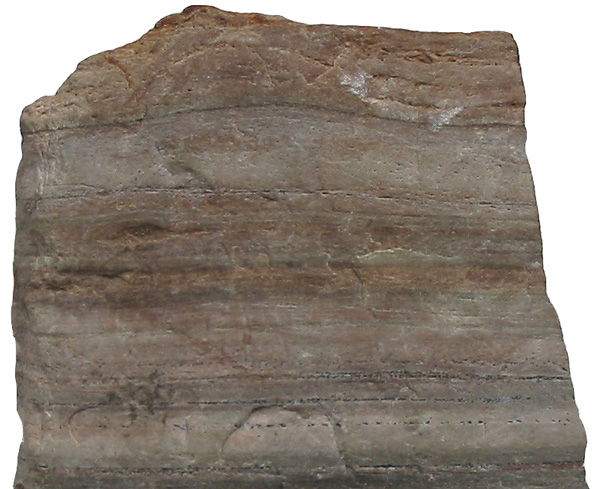
변성암

변성암(變成岩, metamorphic rock)은 이전에 있었던 암석, 즉 모암이 '형태의 변화'를 뜻하는 변성작용을 받아 변화되어 만들어진 암석을 말한다. 모암은 열(섭씨 150도 이상의)과 강한 압력을 받아 물리적 혹은 화학적 변화를 겪게 된다.   모암은 퇴적암일수도 있고 화성암일수도 있으며 혹은 다른 변성암일수도 있다. 변성암은 지각의 많은 부분을 차지하며 조직과 화학적, 광물조합(변성상) 등으로 분류된다. 변성암은 지표 아래 깊은 곳에서 높은 온도와 위에 놓인 층들의 높은 압력을 받아 만들어질 수도 있고, 수평적 압력, 대륙의 충돌과 같은 조구적 과정에 의해 동반된 마찰, 뒤틀림, 압력 등에 의해서 만들어질 수 있다. 관입한 마그마 주변의 암석이 열을 받아서 만들어질 수도 있다.
침식과 융기에 의해 지표에 노출된 변성암의 연구는 지각 내부의 깊은 곳의 온도와 압력에 대한 매우 가치있는 정보를 제공한다. 변성암의 예로는 편마암, 슬레이트, 대리암, 편암 등이 있다.

## 변성광물
변성광물은 변성과정에 동반되는 높은 온도와 압력하에서만 생길 수 있는 광물이다. 지시광물이라고 하는 이런 광물들로는 규선석, 남정석, 십자석, 홍주석, 석류석 등이 있다. 모든 광물은 안정하게 존재할 수 있는 온도 압력 범위가 있으며, 변성암 안의 특정한 광물의 존재는 그들 광물이 형성되었을 때의 온도와 압력을 지시해 준다. 비슷한 온도 압력조건에서 안정하게 함께 존재할 수 있는 광물들을 묶어 몇 개의 조(組)를 만들 수 있으며, 이를 변성상(metamorphic facies)이라고 한다. 따라서 광물의 조성으로부터 암석이 생성된 환경을 알 수 있다.
화성암의 형성과정동안 형성된 감람석, 휘석, 각섬석, 운모, 장석, 석영 등도 변성암에서 발견될 수 있으나, 이들이 꼭 변성작용의 결과로 생기는 것은 아니다. 이들은 고온 고압 환경에서 안정하며, 상대적으로 변성과정의 영향을 잘 받지 않는다.

## 특징

### 엽리
변성암에서 볼 수 있는 층상구조를 엽리라고 한다. 엽리는 재결정작용동안 압력이 한쪽 방향으로 작용하기 때문에 생긴다. 따라서 접촉변성암에서는 엽리가 나타나지 않는다. 압력이 한 방향으로만 작용하게 되면, 광물들은 판모양을 이루거나 한 방향으로만 길어지는 형태를 취하게 된다. 운모나 녹니석 같은 판상 광물들이 예가 된다. 한쪽 방향으로 작용한 압력은 엽리 조직을 만들게 되고, 때때로 암석이 벽개를 가지게 되기도 한다. 슬레이트는 셰일이 압력을 받아 변성된 암석으로 엽리를 가질 뿐만 아니라 잘 발달된 벽개를 보인다. 한편 암석이 모든 방향에서 압력을 받았거나, 특정한 방향성을 가지는 광물을 포함하지 않을 경우에도 엽리는 생기지 않는다. 대리암은 일반적으로 엽리를 가지지 않기 때문에 건축이나 조각에 이용된다. (엽리는 구성 광물 입자의 크기에 따라서 편리와 편마 구조로 구분한다.)

### 재결정작용
변성 과정 동안 광물의 크기가 변화하는 것을 재결정작용이라고 한다. 예를 들면, 석회암 안에 들어있는 작은 방해석의 결정은 대리암으로 변성되면서 크게 자라게 된다. 석영의 모래 입자가 모여서 된 사암은 변성과정동안 석영 입자들이 재결정작용을 거치면서 입자 사이의 빈공간을 결정들이 모두 채워서 빈틈없는 규암이 된다. 재결정작용에는 온도와 압력 모두 영향을 준다. 높은 온도에 의해서 광물 안의 원소와 이온이 이동할 수 있게 되고, 높은 압력으로 인해 광물간의 접촉점에서 용융이 시작될 수 있다.
변성작용의 또 다른 기작은 광물 사이에서 용융 없이일어나는 화학반응이다. 광물사이로 원자들의 교환이 일어나고, 새로운 광물이 형성된다. 암석에서 볼 수 있는 광물의 조합을 통해서 어떤 온도·압력 조건에서 변성작용이 일어났는지 알 수 있다.

### 변성교대작용
변성교대작용(metasomatism)은 변성과정동안에 화학조성이 심하게 변하는 경우를 의미한다. 주변 암석에서 새로운 원소들이 유입됨으로써 일어난다. 물은 이들 원소들을 빠르고 멀리 이동시킬 수 있다. 변성교대작용을 겪은 암석은 원래 암석에는 없는 원소를 많이 가지게 되거나, 원래 가지고 있던 원소를 잃어버리기도 한다. 그러나 재결정작용이 일어나는데에 새로운 원소들이 반드시 공급되어야 하는 것은 아니다.

## 변성작용의 종류

### 접촉변성
접촉변성은 관입이 일어났을 때 주변 암석이 겪는 변성작용이다. 변성이 가장 심한 곳은 마그마와 접하는 부분이고, 관입체에서 멀어질수록 온도와 비례하여 변성의 정도는 약해진다. 관입한 마그마 부근의 변성이 일어난 부분을 변성흔적대(contact metamorphism aureole)라고 한다. 접촉면 부근에서는 변성교대작용에 의한 광상이 형성되기도 한다. 관입암체의 크기가 1 km 이상이면 100 m 정도의 범위까지 변성 작용의 흔적이 남는다.
접촉변성에 의해 변성된 암석은 보다 더 강하고, 입자가 보다 커지는 특징을 보이는 경우가 많다. 입자 크기가 작고, 알갱이 사이에 빈공간이 없으며, 엽리가 없는 접촉변성암을 지칭하는 용어로 혼펠스라는 용어가 널리 쓰인다. 셰일은 갈색 흑운모로 이루어진 이질 혼펠스로 변성된다. 이회암(marl)이나 불순물이 섞인 석회암은 회색에서 황회색, 녹회색을 띄는 라임-규산염-혼펠스나 규산염질 대리암으로 변성되는데, 여기에는 오자이트, 석류석, 규회석, 기타 탄산염을 주요성분으로 하는 광물이 풍부하게 들어가 있어어 거칠고 쪼개지기 쉽다. 돌러라이트나 안산암은 각섬석과 흑운모가 새로 자라고 원래 있던 장석이 부분적인 재결정작용을 거치면서 돌러라이트혼펠스나 안산암혼펠스로 변성된다. 쳐트나 플린트는 미정질의 석영암(quartz rock)으로 변성되고 사암은 쇄설성 구조를 잃어버리고 입자들이 서로 맞물려 있는 구조를 얻으면서 규암으로 변성된다.
모암이 원래부터 층리나 엽리 구조를 가지고 있었다면, 그 흔적들이 완전히 지워지지 못하고 호상혼펠스가 생길 수 있다. 화석이 재결정과정을 지나는 동안에도 그 형태를 보존할 수도 있고, 접촉변성을 받은 많은 용암에서도 기공을 관찰할 수 있다. 하지만 원래 가지고 있던 광물조성은 유지되지 못한다. 미세 구조는 열 변성작용이 심할 경우 완전히 사라진다. 셰일 안의 작은 석영 입자는 주위의 점토에 완전히 섞이게 되고 용암의 석기들 역시 완전히 재결정된다.
열변성에 의한 재결정작용에 의해서 매우 특이한 종류의 암석이 종종 형성된다. 셰일은 홍주석(또는 키아스톨라이트), 십자석, 석류석, 남정석, 규선석의 거대 결정들이 들어가 있는 근청석암으로 변성될 수 있다. 이들 광물들은 모두 원래 셰일에 있던 알루미늄 성분으로부터 유래되어 생긴 것이다. 상당한 양의 운모가 종종 동시에 생겨서 편암과 비슷한 외관을 가지게 되는 경우도 있다. 석회암은 순수하다면 결정이 큰 대리암으로 변성되지만, 점토나 모래 같은 불순물이 모암에 섞여 있으면, 석류석, 녹렴석, 이도그레이즈, 규회석 등이 만들어진다. 사암은 엄청하게 열을 받게 되면, 거정질 규암으로 변성된다. 화성암은 이 문단에 기술된 고도로 변성되는 단계들은 일반적으로 보이지 않는데, 왜냐하면 화성암의 광물들은 높은 온도에서 생성되었기 때문에 쉽게 변화하거나 재결정작용을 받지 않기 때문이다.
드문 경우에 한하여 암석들이 합쳐져서 스피넬, 규선석, 근청석 같은 어둡고 유리질의 광물이 분리되어 나오는 경우가 있다. 셰일은 현무암맥에 의해서 종종 변성되고, 장석질 사암은 완전히 유리질화될 수 있다. 석탄층을 태우면 유사한 변화를 통해 셰일이 만들어지기도 한다.
퇴적암 배경암과 관입한 화성암 마그마 사이에는 접촉교대작용이 일어나는 경향이 있다. 스카른은 화강암이 석회암이나 백운암에 관입했을 때, 열수에 의한 물질교환을 통해 생겨난다.

### 광역변성

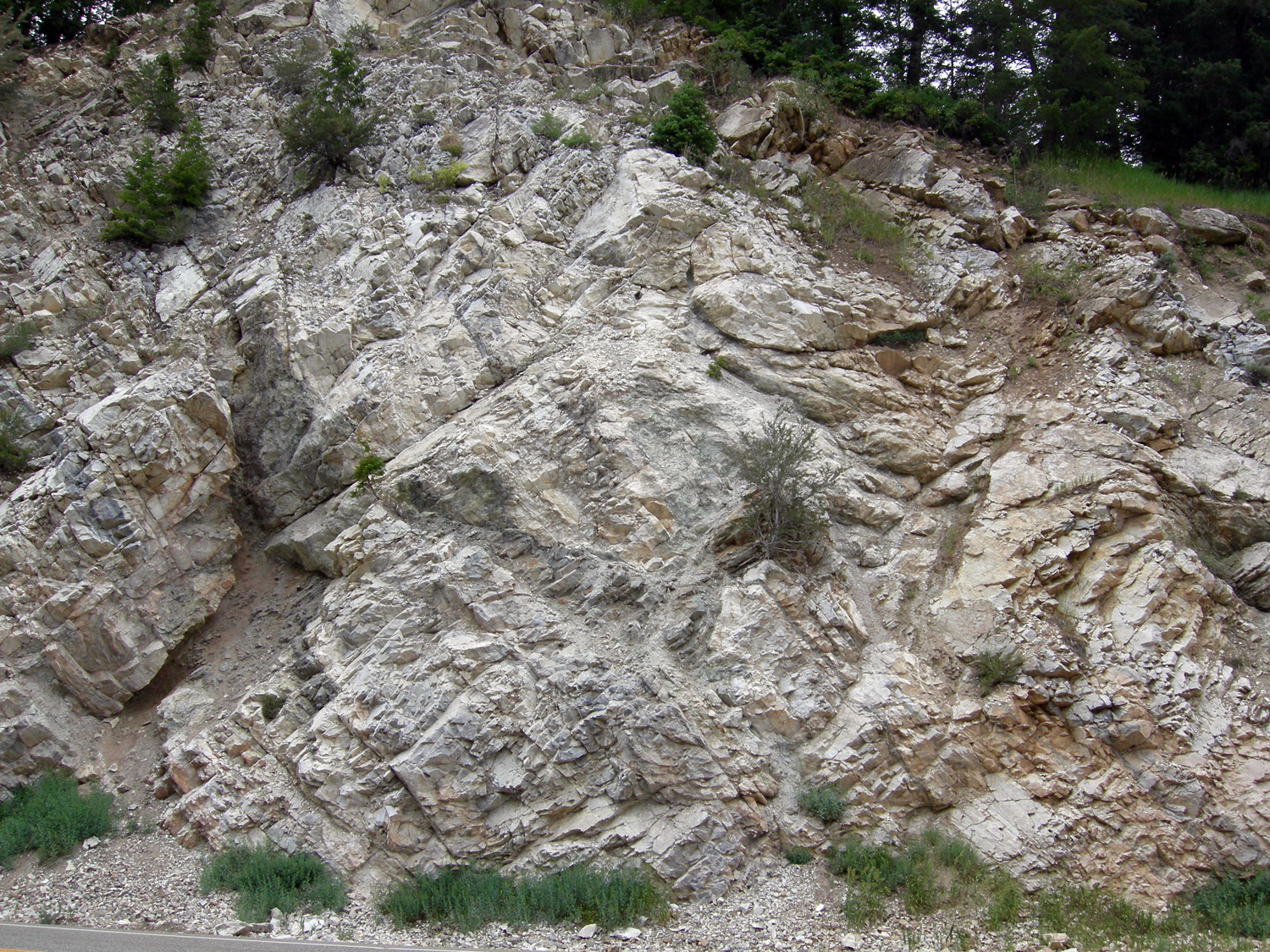
빅 코튼우드 캐년의 석탄기 대리암, 와사치 산, 유타주.

광역변성은 넓은 지역의 방대한 암석이 변성을 받은 용을 의미한다. 암석은 지각 하부 깊은 곳에서 상부의 암석들의 무게에 의한 높은 압력을 받아 변성되기도 한다. 화성암 관입암을 제외하면, 지각 하부의 암석은 대부분 변성암이다. 판의 수평움직임은 대륙끼리의 충돌을 야기하고 조산대를 형성한다. 조산대에서는 고온 고압의 변성작용이 일어난다. 먼 시간이 지난 후 산맥이 침식에 의해 깎여 나가고 나면 지각 심부에 있던 변성암이 긴 띠 모양으로 넓게 노출된다. 변성작용을 겪으면 모암의 역사를 말해줄 특징들이 사라지고 만다. 재결정작용은 퇴적암의 조직과 화석 등의 특징을 지워버린다. 접촉교대작용은 원 성분을 변화시킨다.
광역변성작용은 암석을 보다 강하게 만들고, 엽리(점판벽개, 편리, 편마구조)같이 판상광물들이 배열되어 만들어지는 조직을 생기게 한다. 따라서 운모나 각섬석 같은 판상 또는 주상의 광물은 서로 장축이 평행하게 배열된다. 이들 암석들은 운모가 들어있는 면을 따라서 쉽게 쪼개진다. 예를 들어 편암의 암석의 표본에서 신선한 쪼개짐면은 이런 판상 광물로 코팅되어 있는 것처럼 보일 수 있으나, 옆면은 그렇지 않고 입자모양의 석영이나 장석의 면을 보게 된다. 편마암에서는 교대하는 편리의 층이 더 두껍고 덜 규칙적이고, 무엇보다 운모가 덜 포함되어 있다. 편마암은 원래 편암보다 장석의 비율이 높다. 장석은 더 단단하고 쪼개지는 성질이 약하다. 편리를 따라 쪼개지는 편마암이 드문 것은 아니나 쪼개짐 면은 평평하지 않다. 편리와 편마암구조(엽리의 주요한 두 형태)는 높은 온도에서 한쪽방향으로 작용하는 힘을 받았을 때 생긴다. 암석 내부에서 물질의 흐름이 광물 입자를 재배열한다.
광역변성작용은 온도와 압력의 관계에 따라 그 양상이 구분될 수 있다. 온도가 높고 압력도 높은 고온 고압형, 압력은 높은데 온도가 낮은 저온고압형, 그 외 중간형이 있다. 특히 저온고압형 중에서도 코어사이트나 다이아몬드가 산출되는, 특별히 지하 깊은 곳까지 내려갔다가 상승한 암석을 초고압변성암이라고 한다. 온도 압력조건은 그 변성암이 생성된 지구조적 환경을 지시하기 때문에 중요하다. 저온고압형 변성암은 판이 침강하는 곳에서 만들어진 것으로 여겨진다. 반면 백립암은 고온 고압형의 변성작용의 결과 생기며, 대륙지각 심부의 환경을 지시한다

### 동력변성
단층운동에 동반하여 짧은 시간에 암석의 온도와 압력이 높아지게 되는 경우가 있다. 이때 변성을 받은 암석을 동력변성암이라고 한다. 동력변성암에는 미그마타이트(압쇄암) 등이 있다.

### 충격변성
충격변성암은 운석이 낙하할 때 생기는 국소적인 초고압 환경에서 생겨난 변성암이다.

## 한국

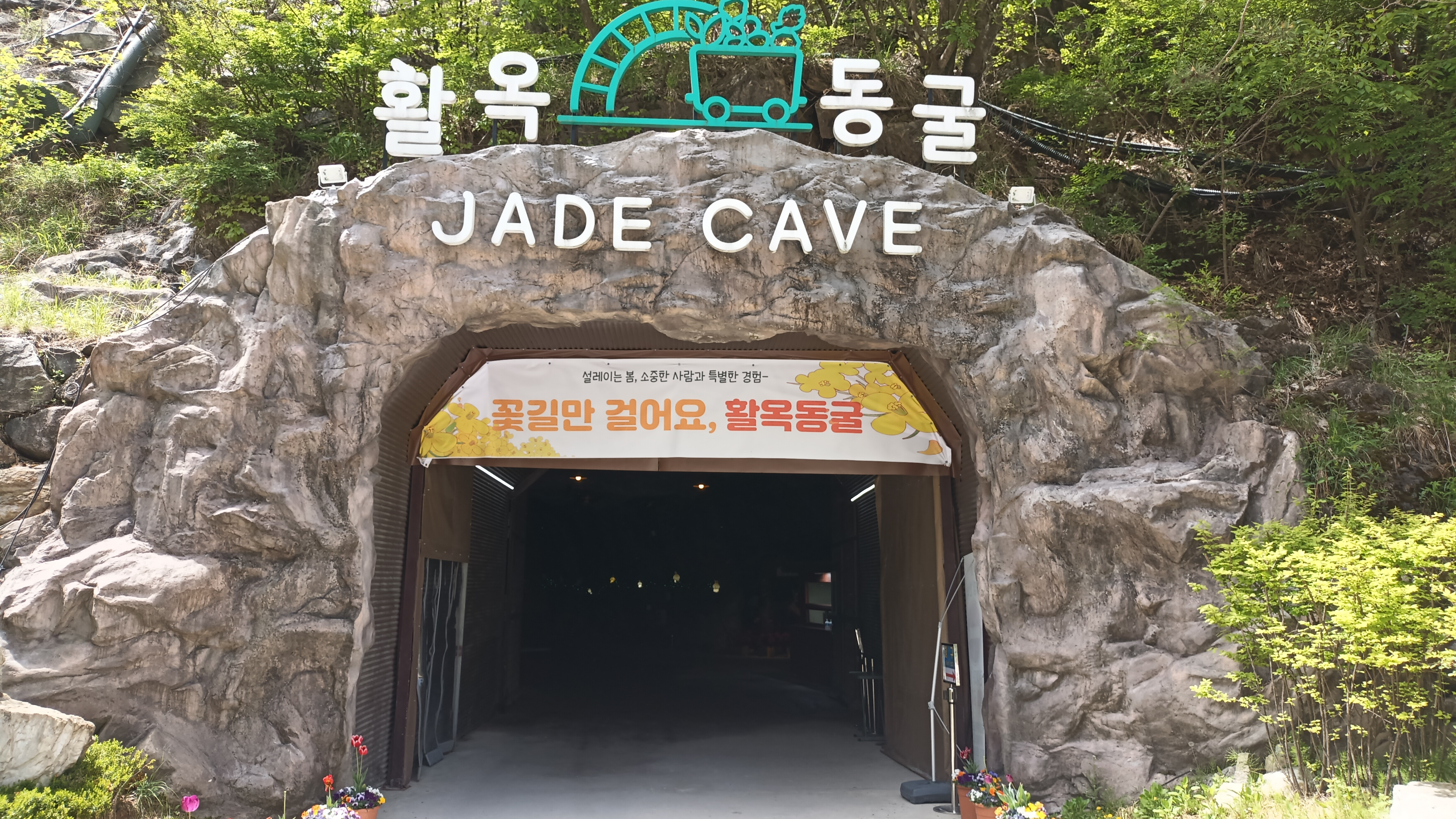
충주 활옥동굴은 변성퇴적암인 옥천 누층군 향산리 돌로마이트질 석회암층에 개설된 활석광산을 재활용하여 만든 관광지이다.

대한민국에 분포하는 변성암으로는 옥천 누층군이 대표적이다. 옥천 누층군의 향산리 돌로마이트질 석회암층, 문주리층, 서창리층은 천매암 등의 변성암으로 구성된 퇴적암 지층이다.  

## 같이 보기
- 암석 목록

1. ↑  <지구를 소개합니다> 신규진, 2017년. 111p